# Linia kolejowa Bebra – Fulda
Linia kolejowa Bebra – Fulda – ważna, dwutorowa magistra kolejowa w Niemczech, w kraju związkowym Hesja. Biegnie z miejscowości Bebra do miasta Fulda.
Została wybudowana w ramach Bebra-Hanauer-Bahn lub Kurhessische Staatsbahn, które po pruskiej aneksji Elektoratu Hesji połączyły się we Frankfurt-Bebraer Eisenbahn.
W czasach podziału Niemiec była częścią trasy Północ-Południe, najważniejszej i najruchliwszej ówczesnej niemieckiej linii kolejowej między północnymi i południowymi landami.